# EVRAZ Portland
Орегон Стил Миллз, Инк. (Osm) — компания в городе Портланд, Орегон, США, производитель стали в Орегоне, Колорадо и Альберте. В ноябре 2006 года российский производитель стали "Евраз Груп" договорился о покупке "Орегон Стил" за $2,3 млрд, и этот был одобрен регулирующими органами США в январе 2007 года. действует как Евраз Орегон Стил Миллз, Инк. компания производит такие элементы как структурные трубы, трубы, и стальные рельсы.

## Производство
Работает множество стальных производств. Они включают в себя толстолистовой стан  . EVRAZ Portland также производит броневое покрытие для армии США. также в Портленде трубчатые металлоконструкции, что делает трубы пригодными для использования в таких областях, как нефтегазопроводы.был продан в 2015 году японской компанией
В Скалистых горах  работает три производственных предприятия. Одно предприятие производит рельсы для железных дорог, другая  стержни и бруски для строительства, а третий завод производит бесшовные трубы. Эти объекты входили в  Колорадскую топливную и железорудную компанию, основанную в 1881 году и куплена ОСМ в 1993 году. Также в состав компании входит Колорадская и Вайомингская железная дорога
Завод использует бескоксовую металлургию.

## История
Еvraz Portland начал существование как Гилмор сталь в 1928 году, когда Уильям г. Гилмор основал компанию. В 1969 году в Портленде на заводе Oregon Steel была запущена в эксплуатацию первая установка Мидрекс по производству губчатого железа мощностью 360 тыс. т в год.
В 1987 году компания стала называться Орегон Стил Милз. затем в 1993 году ОСМ купил Колорадо топлива и железа. В январе 2007 года Евраз Груп С. А. Россия ОСМ купил за $2,3 миллиарда. Акции Oregon Steel  стали торговаться на биржах. Была переименована в Evraz Portland, однако в США компания зарегистрирована как Oregon Steel.